# Bernhard Fürst
Bernhard Georg Fürst (* 4. November 1954 in Arberhütte in Bayern) ist ein deutscher Generalmajor der Luftwaffe der Bundeswehr im Ruhestand. Er war auf seinem letzten Dienstposten von 1. August 2013 bis 1. Oktober 2016 Vice Chairman des NATO Air and Missile Defence Committee in Brüssel.

## Militärische Laufbahn
Fürst trat 1974 als Offizieranwärter in die Bundeswehr ein. Nach dem Besuch der Offizierschule der Luftwaffe absolvierte er von 1975 bis 1979 ein Studium der Elektrotechnik an der Universität der Bundeswehr München. Im Anschluss erhielt er an der Raketenschule der Luftwaffe in Fort Bliss, Texas, eine Ausbildung zum Flugabwehrraketenoffizier.

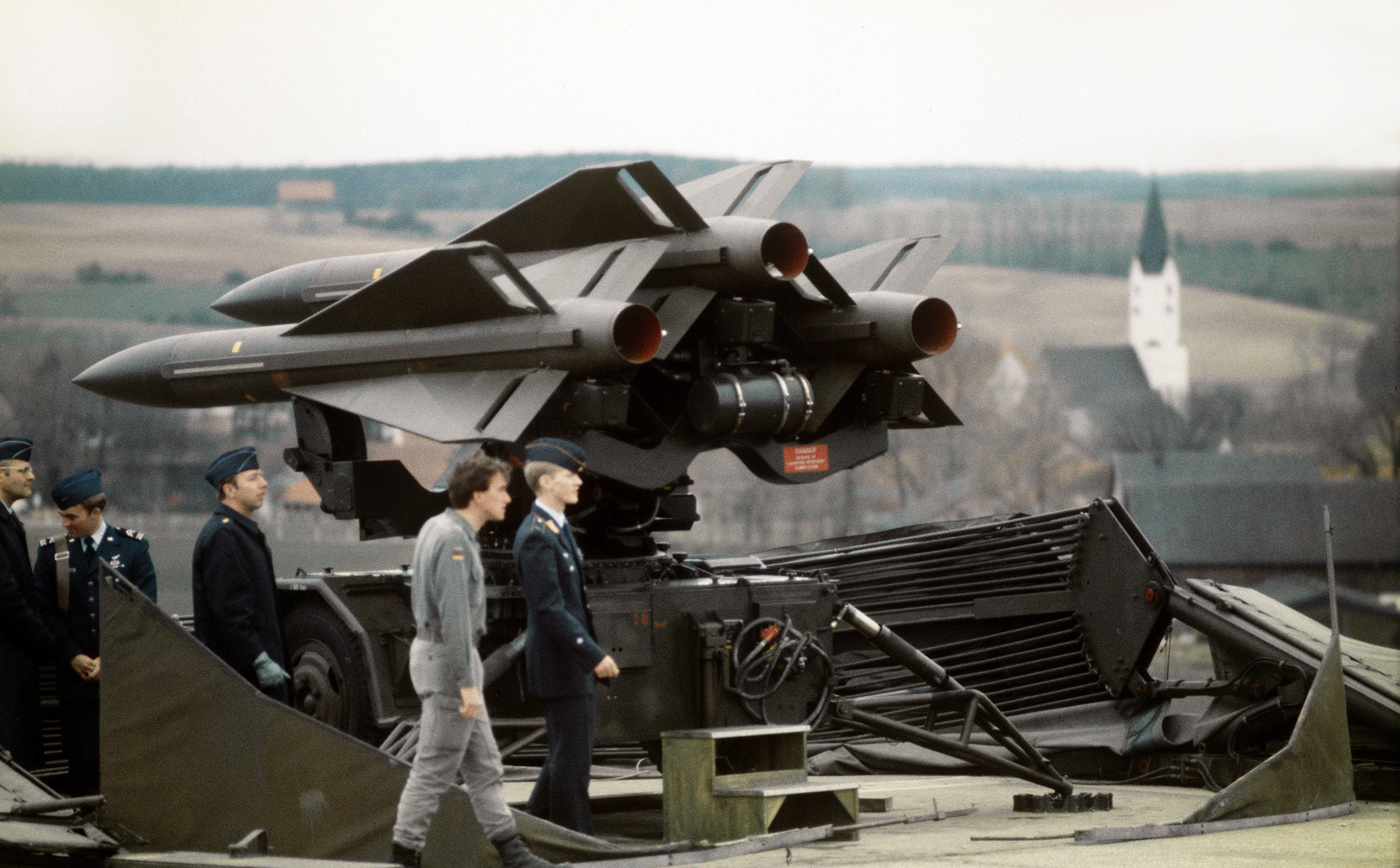
Waffensystem HAWK

1980 kehrte Fürst nach Deutschland zurück und diente als Zugführer sowie als Feuerleitoffizier des Waffensystems HAWK im Flugabwehrraketenbataillon 32 in Freising. Von 1983 bis 1984 war Fürst als Hauptmann Leiter des Unteroffizierlehrgangs im Flugabwehrraketenregiment 1 in Lenggries. Nach einer Verwendung als Einsatzoffizier und Staffelchef in der 1. Staffel des Flugabwehrraketenbataillons 32 in Freising nahm er von 1987 bis 1989 am Nationalen Lehrgang Generalstabs-/Admiralstabsdienst (LGAN) an der Führungsakademie der Bundeswehr in Hamburg teil.
Nach einer Verwendung beim Kommando der 4. Luftwaffendivision in Aurich von 1989 bis 1991 als Einsatzgeneralstabsoffizier für Fragen der Einsatzdurchführung von Luftverteidigungssystemen war Fürst bis 1993 Referent in der Stabsabteilung III „Militärpolitik und Führung“ im Führungsstab der Streitkräfte im Bundesministerium der Verteidigung in Bonn. 1993 folgte eine Truppenverwendung als Kommandeur der Flugabwehrraketengruppe 34 in Rottenburg an der Laaber. 1995 bis 1997 war Fürst Tutor und Dozent Luftkriegsführung beim Nationalen Lehrgang Generalstabs-/Admiralstabsdienst an der Führungsakademie der Bundeswehr, danach bis 1999 Dozent konzeptionelle Grundlagen der Luftkriegsführung im Fachbereich Führungslehre Luftwaffe.
1999 folgte eine Verwendung als Section Chief Air Defence, Operations Division, beim Internationalen Militärstab im NATO-Hauptquartier in Brüssel. Von 2001 bis 2003 war Fürst als Referatsleiter für militärische Fragen der Sicherheitspolitik und Bundeswehrangelegenheiten im Bundeskanzleramt in Berlin zuständig. 2003 kehrte er als Stellvertreter des Kommandeurs der 4. Luftwaffendivision nach Aurich zurück, wo er 2004 zum Brigadegeneral ernannt wurde. Von 2006 bis 2009 war Fürst Chef des Stabes im Luftwaffenführungskommando in Köln.
Von April 2009 bis Mai 2013 führt er als Kommandeur die 2. Luftwaffendivision in Birkenfeld. Zusätzlich war er von Mai 2012 bis Mai 2013 Deputy Chief of Staff Ressources im ISAF-Hauptquartier in Kabul. Er folgte damit dem Heeresgeneral Wolfgang Köpke.
Von 1. August 2013 bis 1. Oktober 2016 war Fürst Vice Chairman des NATO Air and Missile Defence Committee in Brüssel, bevor er seinen Dienstposten an Brigadegeneral Bernhardt Schlaack übergab und in Ruhestand trat.

## Privates
Fürst ist verheiratet und Vater von zwei Töchtern.